# Европейска алоза
Alosa alosa е вид лъчеперка от семейство Селдови (Clupeidae). Видът е незастрашен от изчезване.

## Разпространение и местообитание
Разпространен е в Белгия, Великобритания, Германия, Гибралтар, Гърнси, Дания, Джърси, Ирландия, Исландия, Испания, Литва, Ман, Мароко, Нидерландия, Норвегия, Полша, Португалия, Русия, Франция и Швеция.
Среща се на дълбочина от 9 до 169 m, при температура на водата от 7 до 11,9 °C и соленост 33 – 35,5 ‰.

## Описание
На дължина достигат до 83 cm, а теглото им е около 4000 g.
Продължителността им на живот е около 10 години.